# Rooms-katholieke missie in China in de periode 1800-1911
De rooms-katholieke missie in China in de periode 1800-1911 kan in drie tijdvakken worden verdeeld. Voor 1840 waren Europese missionarissen, voor zover in het land, daar illegaal aanwezig. In de periode van globaal 1740 – 1840 was het rooms-katholicisme in China levend gehouden door een Chinese geestelijkheid, priesters die opgeleid waren gedurende de missie van de jezuïeten in China en hun opvolgers.
Na de Eerste Opiumoorlog (1839-1842) werden met het Verdrag van Nanking de havensteden Kanton, Xiamen, Ningbo, Shanghai en Fuzhou opengesteld voor handel met het buitenland. In die steden konden Europese priesters zich weer vestigen. Missie in geheel China werd mogelijk na de Conventie van Peking in 1860. Tot 1850 vormden Chinese priesters nog een meerderheid. Daarna was er echter sprake van een sterk verhoogde instroom van Europese missionarissen. Aan het eind van de periode waren er ongeveer vierhonderd Chinese priesters tegen ruim duizend uit het buitenland. Het gevolg was dat de ontwikkeling naar een eigen authentiek Chinese kerk werd geblokkeerd.

## Eerdere aanwezigheid van het rooms-katholicisme in China
Vanuit West-Europa werden vanaf begin dertiende eeuw door koningen en pausen afgezanten gezonden naar het Mongoolse hof in Karakorum. De gedachte was de mogelijkheid te onderzoeken van het creëren van een Europees-Mongoolse alliantie gericht op het heroveren van het Heilig Land. De aankomst in Europa van de nestoriaanse Rabban Bar Sauma creëerde ook verwachtingen ten aanzien van de mogelijke hereniging tussen de Kerk van Rome en kerken in het oosten. Deze aspecten leidden tot een missie van de franciscanen tijdens de Yuan-dynastie (1279-1368). In 1313 werd Giovanni da Montecorvino geconsecreerd tot aartsbisschop van Khanbaliq, het huidige Peking en patriarch van de Rooms-Katholieke Kerk in het hele Oosten.

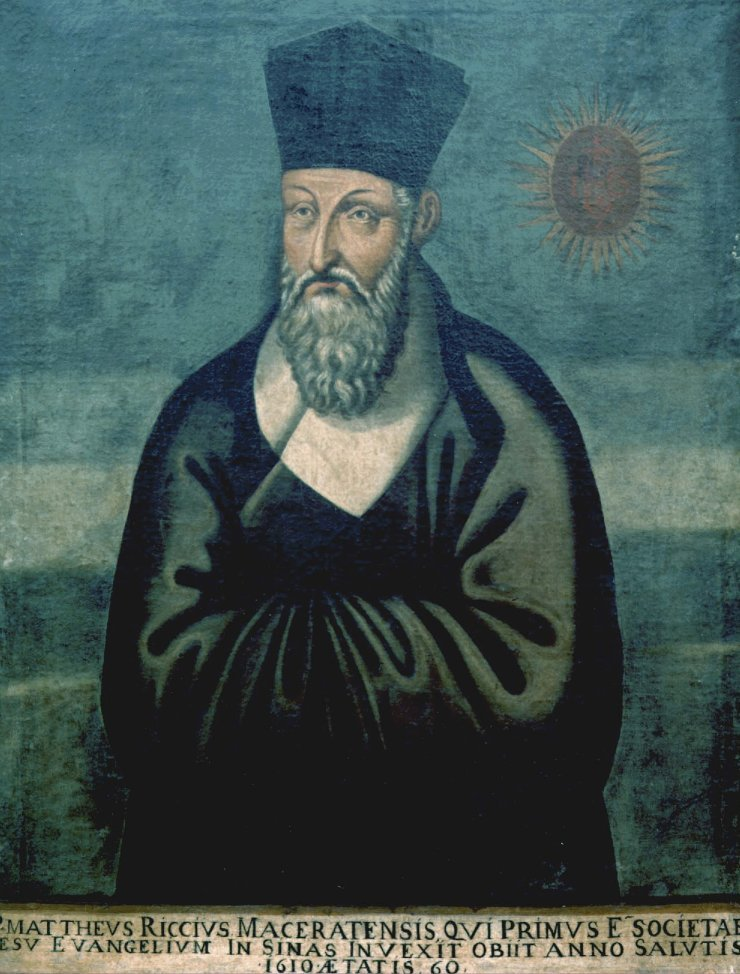
Matteo Ricci

In die periode was ook de nestoriaanse Kerk van het Oosten in China aanwezig. De omvang in aantal gelovigen en de invloed van die kerk was aanzienlijk groter dan die van de Rooms-Katholieke Kerk. Voor zover het rooms-katholicisme in die periode bekeringen maakte, betrof het vrijwel uitsluitend reeds christelijke in China verblijvende Armeniërs en Alanen. Na de val van de dynastie verdween het christendom in China volledig. Het nestorianisme zou nooit meer terugkeren.
Het rooms-katholicisme keerde eind zestiende eeuw terug. In 1583 verkreeg Matteo Ricci toestemming om zich op het vasteland van China te vestigen. Vanaf 1601 verbleef Ricci in Peking. Dat was het begin van de missie van de jezuïeten in China. Na 1630 waren ook andere ordes zoals de dominicanen en franciscanen in het land aanwezig. Het hoogtepunt van de missie is even na 1700, als er ongeveer 140 missionarissen in China aanwezig zijn, waarvan de helft jezuïeten. Er waren toen ongeveer 230.000 Chinese katholieken.
In 1724 vaardigde de keizer Yongzheng een verbod uit op de uitoefening van het christendom. Alle missionarissen, behalve degenen die aan het keizerlijk hof werkten, werden verbannen naar Kanton en Macau. Afgezien van acties op lokaal en provinciaal niveau volgden er echter geen grote vervolgingen van Chinese christenen of zoektochten naar missionarissen die zich illegaal in de provincies trachtten te handhaven. De enige vervolging van enige omvang vond plaats in 1784-1785. Af en toe slaagden missionarissen er ook weer in het land in te komen.

## Situatie begin negentiende eeuw
Ondanks de moeilijke situatie was de kerk erin geslaagd de organisatorische structuur overeind te houden. Even na 1800 waren er in China formeel drie bisdommen, Peking, Macau en Nanking aanwezig en daarnaast apostolische vicariaten in de provincies Sichuan, Fujian en Shanxi/Shaanxi. Bisschoppen en apostolisch vicarissen waren – buiten Macau – echter vaak niet aanwezig. Het aantal Europese missionarissen in het land was ongeveer vijfentwintig. Het aantal Chinese priesters was ongeveer vijfentachtig.
Het feit dat er in China begin negentiende eeuw nog ongeveer 200.000 Chinese katholieken waren, was vrijwel geheel de verdienste van de Chinese geestelijkheid. Sinds het begin van de achttiende eeuw waren er Chinese priesters opgeleid in Franse seminaries in eerst Ayutthaya in Siam en daarna in Puducherry in het toenmalige Franse deel van India en Penang in Maleisië. Er was tevens een instituut in Napels, waar jonge Chinese mannen opgeleid werden. Het waren deze mannen en hun opvolgers die met hulp van Chinese catecheten het rooms-katholicisme in China tijdens de periode van ongeveer 1740 tot 1840 levend hebben gehouden.

### De Synode van Sichuan

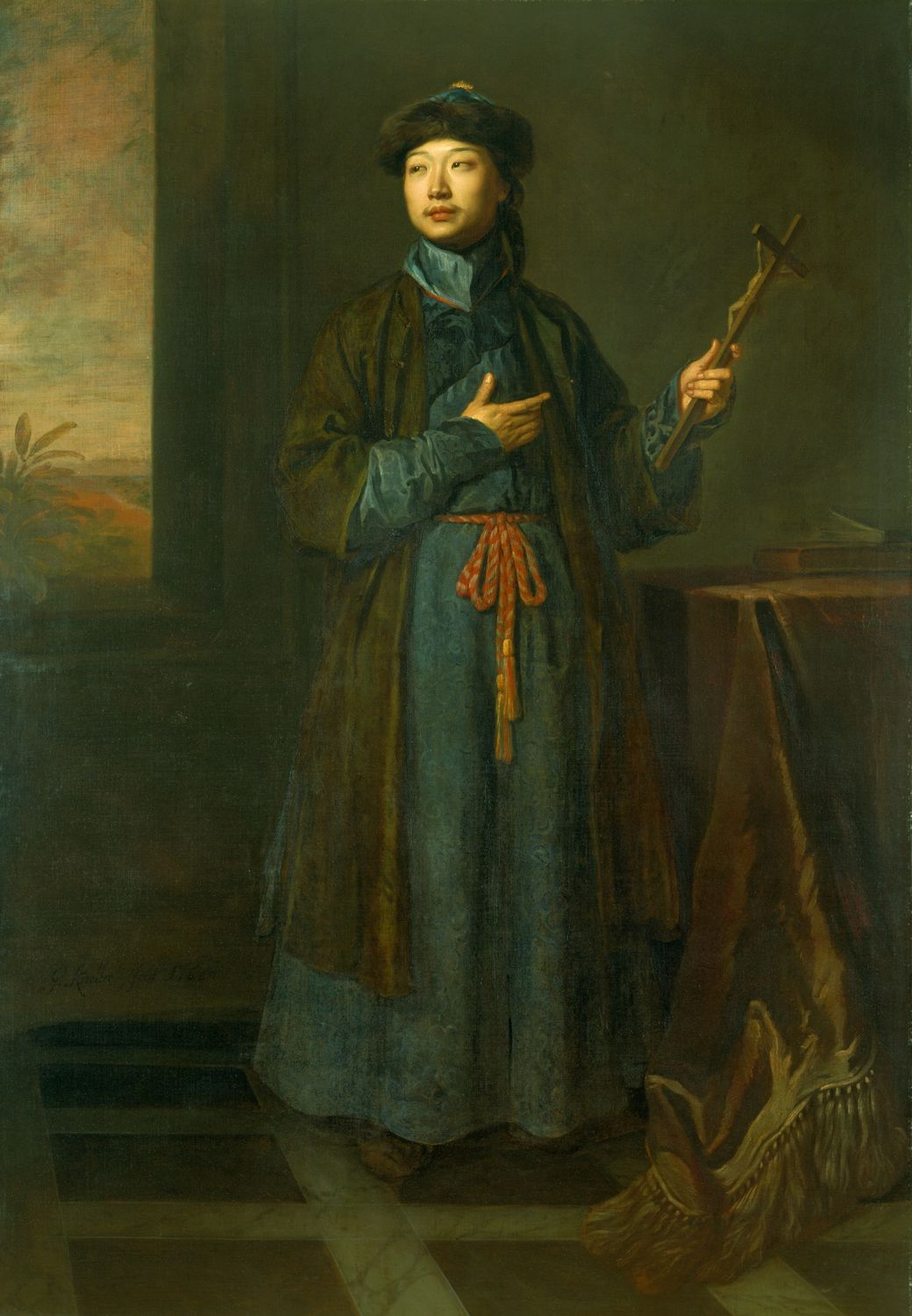
Michael Alphonsius Shen Fu-Tsung was de eerste Chinese katholiek in Europa. The Chinese Convert door Sir Godfrey Kneller, 1687

Een groot probleem voor de organisatie was het feit, dat de rooms-katholieke gemeenschappen in China in deze periode vooral op het platteland en meestal op zeer grote afstanden van elkaar lagen. Dat leidde tot verschillen in aanpak, omdat priesters en catecheten moeilijkheden op eigen initiatief moesten oplossen. Er was dan ook behoefte aan het formuleren van een meer gezamenlijke benadering en formulering van aspecten als pastorale zorg, voorwaarden voor de doop en richtlijnen voor Chinese christenen, bijvoorbeeld voor het (uit)lenen van geld.
In 1802 werd door de apostolisch vicaris Dufresse de Synode van Sichuan in Chongqing bijeengeroepen. Naast Dufresse nam nog een Europese priester hieraan deel en dertien Chinese priesters. Zes andere Chinese en twee Europese priesters, werkzaam in Sichuan, waren niet in staat de synode bij te wonen. Het complete verslag van de beraadslagingen is bewaard gebleven. De besluiten zijn vervat in tien hoofdstukken. Negen daarvan handelen over de toediening van de sacramenten, pastorale zorg en de wijze van opdragen van de mis. Het laatste hoofdstuk geeft richtlijnen voor het eigen geestelijk leven van de missionarissen. De adviezen, geboden en verboden in al deze regels waren gebaseerd op praktische ervaring en geven ook inzicht wat katholicisme in de toenmalige culturele omstandigheden van Sichuan betekende.
De handelingen van de synode werden voor toestemming verzonden aan de Propaganda Fide in Rome. Door de politieke situatie in Europa werd die formele toestemming pas in 1822 gegeven. Enige jaren later verklaarde de Propaganda Fide de besluiten van synode tot maatgevend voor geheel China. Deze besluiten zouden een grote en bepalende invloed hebben op de katholieke missie in China tot aan de Synode van Shanghai van 1924. De positie en aanwezigheid van Dufresse werd in 1815 verraden. Hij werd gearresteerd en onthoofd.

### Vervolgingen
De eerste jaren van de regeerperiode van de keizer Jiaqing (r. 1796-1820) was er sprake van een tolerantie tegenover het katholicisme. In 1811 werd echter een edict uitgevaardigd, dat handelde over wat genoemd werd de “ongewenste infiltratie van buitenlandse elementen”. Daarmee werden ook de missionarissen bedoeld. Er bleven provinciale en lokale bestuurders die – gevoelig voor een extra financiële bijdrage- een christelijke aanwezigheid bleven gedogen. Met name in het zuiden van China, waar opstandige bewegingen als de Witte Lotus aanwezig waren, werden christenen echter geassocieerd met ongewenste en heterodox geachte elementen en vonden vervolgingen plaats. Meer missionarissen werden geëxecuteerd. Er was in deze periode zeker sprake van enige geloofsafval, maar globaal bleef het aantal gelovigen door nieuwe bekeringen op ongeveer 200.000 tot 1840.

### Demaagden
Naast de Chinese priesters en catecheten was dat dat vooral de verdienste van de zhennu (貞女) maagden. Als gevolg van de strikte scheiding tussen de seksen in China was het voor zowel Europese als Chinese priesters vrijwel onmogelijk om rechtstreeks contact te hebben met groepen Chinese vrouwen. De maagden waren alleenstaande celibatair levende vrouwen die hun leven aan God hadden opgedragen. Zij namen een groot deel van het pastoraal werk in de provincies voor hun rekening, zorgden voor de opvang van wezen uit christelijke gezinnen en doopten meisjes.
Een deel woonde thuis in het eigen dorp. Een ander deel reisde het grootste deel van hun volwassen leven door de provincies. Deze vrouwen vormden vaak de pijler van christelijke netwerken en gemeenschappen. Er bestaan enkele biografieën van geëxecuteerden onder hen. Er zijn geen exacte aantallen van hen bekend, maar onder historici die over dit onderwerp hebben gepubliceerd is er consensus, dat dit een veelvoud was van de aantallen priesters. Het moeten er minimaal honderden tot mogelijk meer dan duizend zijn geweest.

## Periode na 1840
Na de Eerste Opiumoorlog (1839-1842) werden met het verdrag van Nanking de havensteden Kanton, Xiamen, Ningbo, Shanghai en Fuzhou opengesteld voor handel met het buitenland. Er volgde een serie andere ongelijke verdragen met China. Na Groot-Brittannië en de Verenigde Staten wenste ook Frankrijk een dergelijk verdrag. De Franse onderhandelaar Théodore de Lagrené realiseerde zich dat op het gebied van handel, exterritorialiteit en meest begunstigde natie er voor Frankrijk geen andere resultaten te behalen waren dan die reeds in de eerdere verdragen waren overeengekomen. Vanwege redenen die vooral met Frans prestige te maken hadden onderhandelde hij over de positie van het christendom in China.
De Chinese keizer Daoguang (r. 1820-1850) vaardigde als rechtstreeks gevolg van dit verdrag van Whampoa een edict van tolerantie uit, die het verbod op het christendom herriep en vaststelde dat ook Chinese christenen niet langer vanwege hun geloofsovertuiging vervolgd zouden moeten worden. Het decreet werd echter door de Chinese overheid niet gepubliceerd of bekendgemaakt en had in de praktijk weinig invloed op de situatie in het grootste deel van China. In de opengestelde havensteden konden nu echter wel missionarissen en zendelingen werkzaam zijn, werd eerder geconfisqueerd eigendom van de Rooms-Katholieke Kerk teruggegeven en konden nieuwe kerken worden gebouwd.
Het verdrag gaf Frankrijk een zekere status als eerste beschermer van de belangen van de christelijke en met name rooms-katholieke missie in China gedurende de rest van de negentiende eeuw. Pas bij de Conventie van Peking van 1860 werd de mogelijkheid om in geheel China zending en missie te bedrijven geregeld. Daar werd tevens die rol van Frankrijk bekrachtigd. De Franse legatie in Peking verstrekte de reisdocumenten die het de missionarissen mogelijk maakte door het hele land te reizen. De eigendommen van rooms-katholieke organisaties die eerder in de negentiende eeuw waren geconfisqueerd dienden aan de eigenaren te worden terug gegeven via de Franse legatie.

### Verhoogde instroom van Europese missionarissen

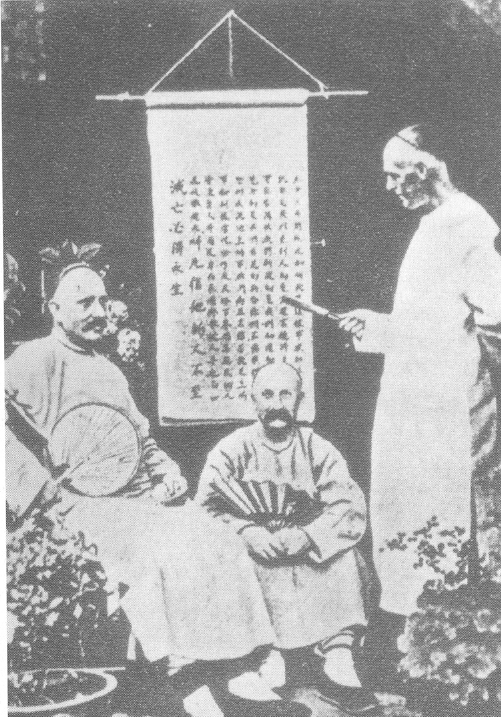
Missionaris in China rond 1900

De nieuwe situatie had een nieuwe instroom van zendelingen en missionarissen tot gevolg. In Rome werd daarop tot een reorganisatie van de structuur van de kerk in China besloten. De bisdommen van Peking en Nanking werden opgeheven en maakten plaats voor een aantal apostolische vicariaten. Het werkterrein van het bisdom Macau werd beperkt tot het gebied van de Portugese enclave daar. In totaal zouden er tweeëntwintig apostolisch vicariaten en apostolische prefecturen gecreëerd worden.
Het waren vooral de al aanwezige ordes in China die aandrongen op het zenden van meer missionarissen. De herstelde Sociëteit van Jezus zond de eerste jezuïeten in 1843 weer uit. De jezuïeten werden verantwoordelijk voor het nieuwe apostolisch vicariaat van Jiangnan. De eerste missiezusters arriveerden in 1848, de Dochters van Liefde van Vincentius a Paulo en de Liefdezusters van Sint Vincent de Paul.
In 1850 vormden Chinese priesters nog de meerderheid. Er waren in dat jaar omstreeks 80 buitenlandse en 140 Chinese priesters. Er werden enige nieuwe opleidingsinstituten voor de vorming van meer Chinese priesters gesticht. Het tempo van de instroom van nieuwe buitenlandse missionarissen was echter veel hoger dan het tempo waarmee de instituten nieuwe Chinese priesters konden leveren
In 1860 waren er omstreeks 170 Chinese en 200 buitenlandse priesters. In 1900 waren er ongeveer 450 Chinese priesters tegen haast 900 uit het buitenland. In 1910 ruim 600 Chinese priesters en 1400 uit het buitenland.

### Blokkade van de ontwikkeling naar een eigen authentiek Chinese kerk

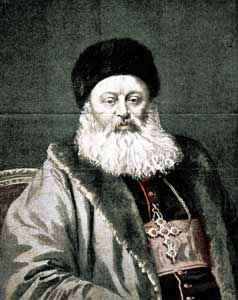
Pierre Marie Alphonse Favier

In de periode voor 1840, waarin de kerk vooral steunde op de Chinese geestelijkheid, hadden zich eigen patronen van een Chinees kerkleven ontwikkeld. De katholieke gemeenschap in China was op weg naar een eigen authentiek Chinese kerk. Die ontwikkeling werd verstoord en uiteindelijk geblokkeerd door de hoge instroom van buitenlandse missionarissen en het door hen opleggen van Europese vormen van kerkautoriteit en discipline.
Dat uitte zich bijvoorbeeld in het trachtten te beperken van de rol van de zhennu-maagden. Hun grote inzet werd uiteraard gewaardeerd, maar ook gezien als iets dat tot een schandaal zou kunnen leiden. Veel missionarissen waren ontzet over de liturgische rol die de vrouwen hadden. Met name de jezuïeten trachtten het instituut van de maagden in te passen in Europese vormen. Het beleid was erop gericht om van de vele meisjes die door de maagden werden opgevoed instrumenten voor bekering te maken. Relatief grote groepen meisjes van omstreeks 12 jaar werden samengebracht om een communaal leven onder strikte discipline te leiden. Hierdoor werd de eerste Chinese congregatie voor vrouwen gecreëerd, de Présentandines. Die werd onder de autoriteit gebracht van een Franse, in China aanwezige congregatie, de Auxiliatrices. Er was af en toe van Chinese geestelijkheid en gelovigen verzet tegen deze dominantie, maar stap voor stap werd de Chinese geestelijkheid onderdeel gemaakt van een geheel Europese kerkelijke hiërarchie.
Een van de argumenten hiervoor was dat op basis van de verdragen en het Franse protectoraat over het katholicisme in China buitenlandse geestelijken meer prestige en bescherming zouden genieten dan Chinese priesters. Dat werd in 1899 geformaliseerd in het zogenaamde Favier-decreet. Pierre-Marie Alphonse Favier, de bisschop van Peking wist een keizerlijk decreet te onderhandelen, waarbij in de relaties met lokale autoriteiten katholieke bisschoppen en vicarissen dezelfde positie verkregen als Chinese gouverneurs. De eerste Chinese bisschop werd pas in 1924 benoemd.

## Weerstand tegen de missie

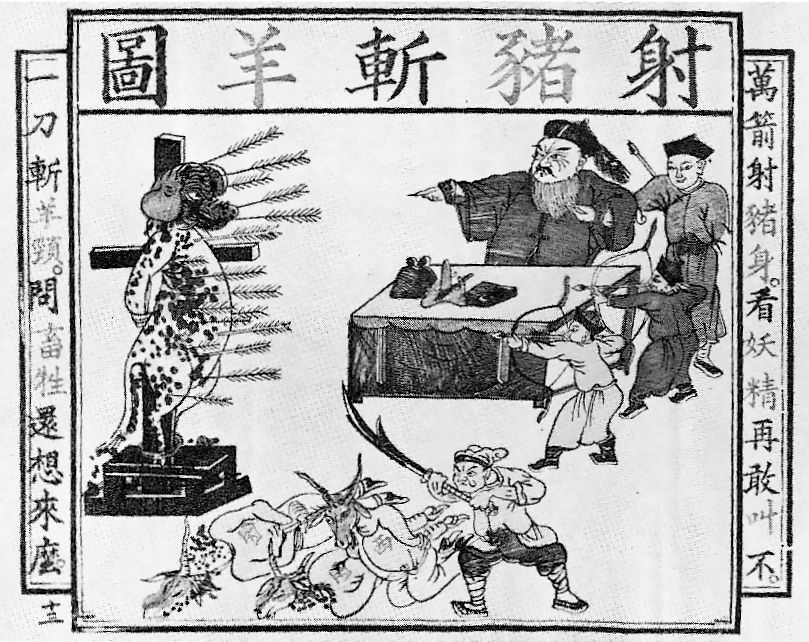
Illustratie uit de Bixi Jishi (Een verzameling feiten om de heterodoxie te bestrijden), het meest beruchte antichristelijke pamflet.Het beschieten van het varken (Jezus) en het onthoofden van Geiten (Buitenlanders)

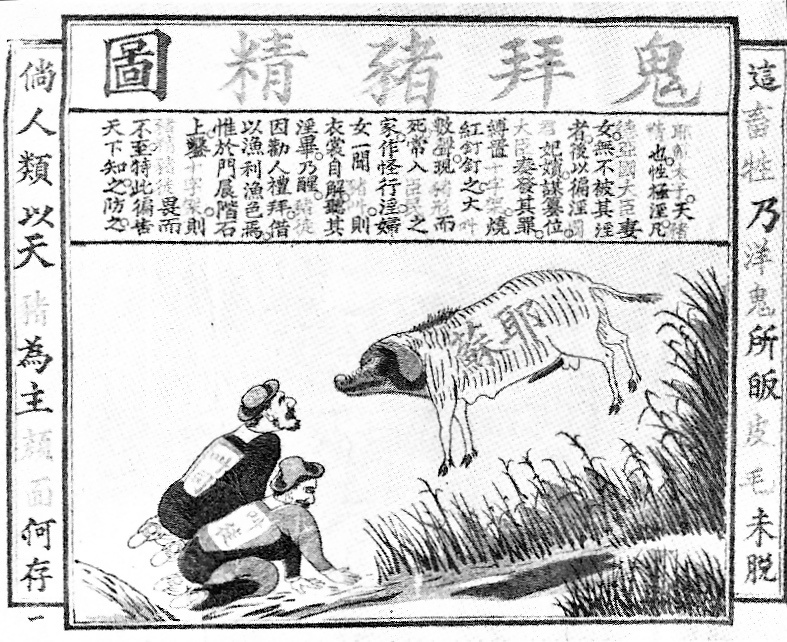
Illustratie uit hetzelfde pamflet. Buitenlandse duivels aanbidden de Geest van het Varken. De Chinese karakters op het varken zijn de naam van Jezus

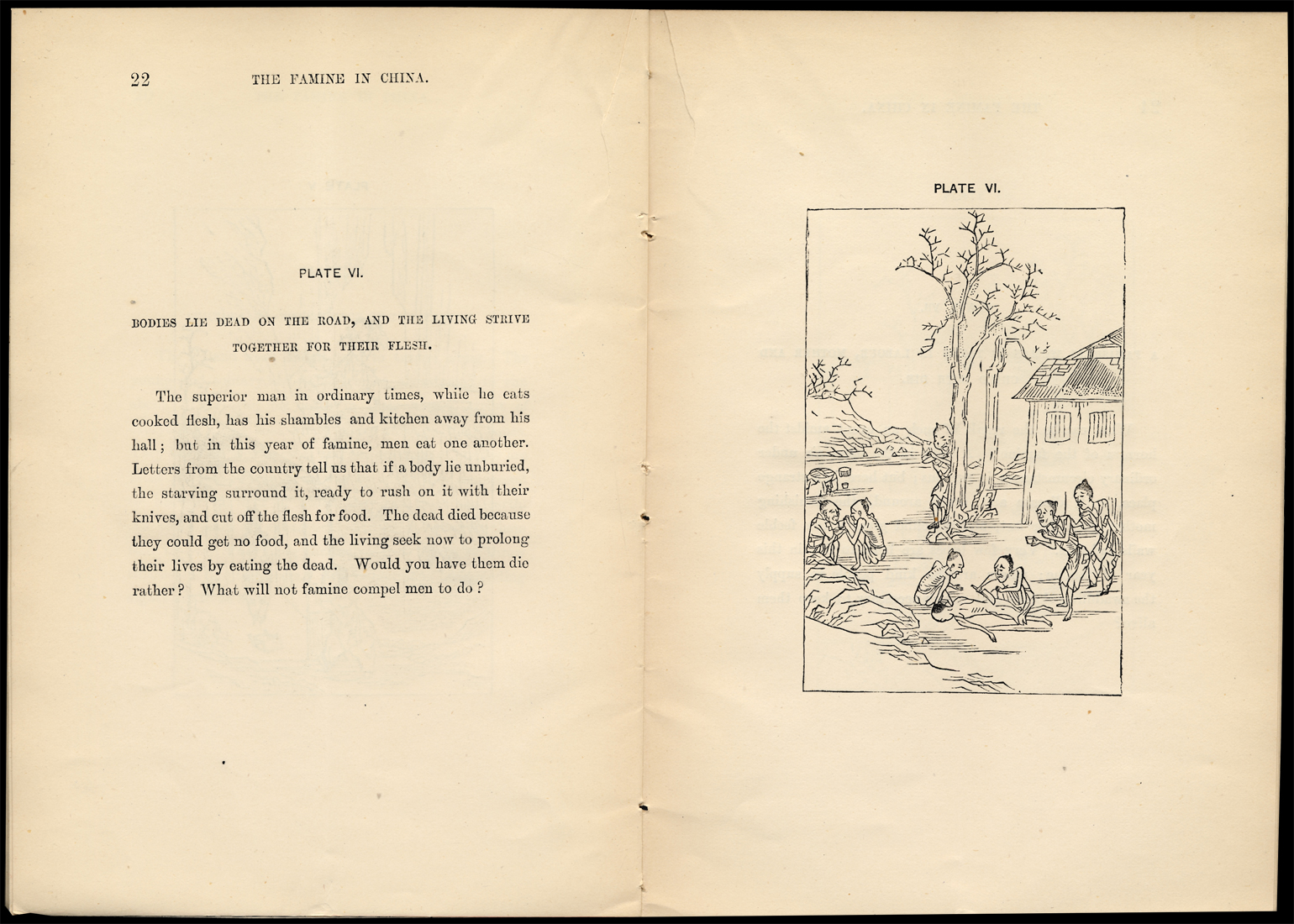
Engelstalige pagina van een oorspronkelijk Chinees vlugschrift uit 1879 dat oproept om steun te bieden aan slachtoffers van de hongersnood. Beschrijving van kannibalisme

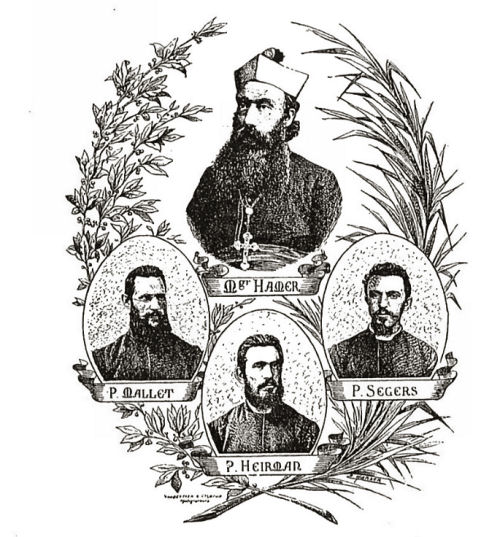
Missionarissen van de Scheutisten als martelaren van de Bokseropstand

Er was aanzienlijke weerstand tegen de katholieke missie. Er is debat in het vakgebied welke elementen van die weerstand nu wel of niet aan het handelen van de missie zelf toe te schrijven valt. In hoeverre was bijvoorbeeld de duidelijk aanwezige vreemdelingenhaat bij een aanzienlijk deel van de bevolking eind negentiende eeuw het gevolg van de missie en de zending. Die discussie is niet afgerond, maar wordt wel voor een deel bepaald door de vaststelling, dat de missionarissen na 1840 binnenkwamen door met geweld geopende verdragshavens en een serie ongelijke verdragen.
De weerstand wordt wel verdeeld in drie aspecten. De eerste berust op een meer intellectueel debat dat ook al tweehonderd jaar eerder tijdens de missie van de jezuïeten in China speelde.
Zowel het grootste deel van de Chinese elite als de missionarissen waren overtuigd van hun eigen culturele superioriteit. De missionarissen zagen hun missie als het brengen van beschaving. De traditionele Chinese elite bleef het christendom verwerpen als een barbaarse vorm van heterodoxie. Ook hervormingsgezinde Chinezen bleven overtuigd van de superioriteit van een beschaving gebaseerd op de confuciaanse ordening. Een van die hervormers was Xu Fucheng, die eind negentiende eeuw diplomaat was in België, Frankrijk, Italië en Groot-Brittannië.
 In hun morele opvattingen en liefde voor de anderen, verschillen christenen nauwelijks van aanhangers van het confucianisme. Maar het Oude en Nieuwe Testament en andere boeken die de kerk publiceert staat vol met de meest verwrongen ideeën en de meest fantastische beweringen, waartoe zelfs de meest populistische Chinese romans zich niet zouden verlagen. Zelfs een kind kan al zien dat dit onzin is. De Weg van Confucius appelleert direct aan het hart. Ik ben er dan ook van overtuigd dat het christendom zal afnemen en het confucianisme verspreid zal gaan worden in het westen
Aspecten van wrok vormden een tweede aspect bij een ander deel van de elite. Die was verantwoordelijk voor het schrijven en verspreiden van meer irrationele antichristelijke propaganda. Die bevatte grotesk verwrongen opvattingen over het christelijk geloof. Missionarissen werden afgeschilderd en afgebeeld als onder meer kidnappers van kinderen, plegers van kindermoord om organen te verkrijgen voor medicijnen en perverse seksuele praktijken. In met name het noorden van China was er een zeer omvangrijke circulatie van dit soort pamfletten. Die vonden bij een aanzienlijk deel van de bevolking weerklank. Het meest beruchte pamflet had de titel Bixi Jishi (een verzameling feiten om de heterodoxie te bestrijden).
Een derde aspect was dat er echter ook veel conflicten waren, die op zich niets met religie te maken hadden. Die vonden hun basis in onbeschoft gedrag van missionarissen en vormen van machtsmisbruik. Daarnaast waren er bijvoorbeeld veel geschillen ten aanzien van verkoop van land voor kerken en instituten voor de missie. Het kon ook zakelijke conflicten betreffen tussen Chinese christenen en hun landgenoten. Van de missie werd verwacht op te komen voor hun gelovigen. Het verschil na 1860 was, dat de missie dan een beroep deed op externe machten, zoals het Franse religieuze protectoraat. Dat werd door gewone Chinese burgers als ondermijning van hun rechten gezien en leidde bij delen van de bevolking tot diepgewortelde wrok tegen het christendom.
Als gevolg van langdurige droogte en daarmee samenhangende misoogsten was er in de periode 1876-1881 een grote hongersnood in het noorden van China, die tien miljoen slachtoffers maakte. Hulpacties van de Chinese overheid, de zending en de missie moesten in gescheiden gebieden van elkaar worden uitgevoerd, vanwege de angst dat de missie en de zending dit zouden misbruiken om nieuwe bekeringen te maken. In 1898 verkreeg Duitsland het gebied van de baai van Kiautschou in Shangdong voor een periode van 99 jaar. In hetzelfde jaar faalden de pogingen van de beweging van de Honderd Dagen van Hervorming en de keizer Guangxu werd gedwongen afstand te doen van de macht.
Dit mengsel van grote sociale onrust, chaos en een buitengewoon zwakke Chinese regering, die in de ogen van veel Chinezen aan de leiband van agressieve buitenlandse machten liep explodeerde in de Bokseropstand van 1900. De acties van de Boksers richtten zich vooral op westerlingen en Chinese christenen. Ongeveer 100 katholieke missionarissen en 30.000 Chinese katholieken werden vermoord.

## Aantallen gelovigen
Er was toch in de negentiende eeuw een groei van het aantal Chinese katholieken. In 1800 waren er dit ongeveer 200.000. In 1900 waren er ongeveer 800.000 Chinese katholieken. Opvallend is een sterke groei in de jaren onmiddellijk na de Bokseropstand. Voor 1910 worden ramingen genoemd van omstreeks 1.000.000 gelovigen. Net als bij de missie in de zeventiende eeuw slaagden de missionarissen er nauwelijks in om bekeringen te maken onder de Chinese elite. Het grootste deel van de gelovigen was arm.

## Nederlandse missie in China tijdens de periode

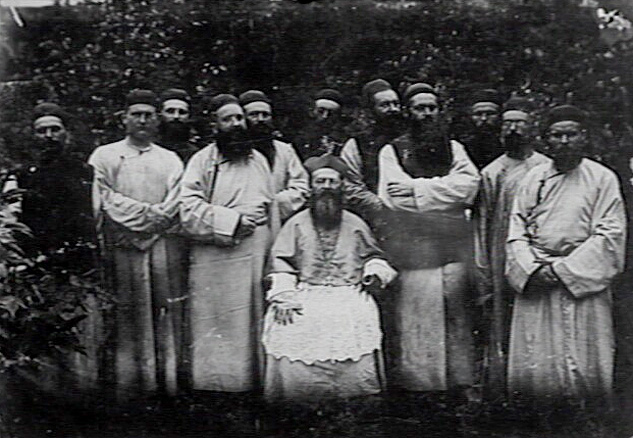
De Nederlandse apostolisch vicaris Theodoor Rutjes te midden van andere Scheutisten rond 1885 in Binnen-Mongolië

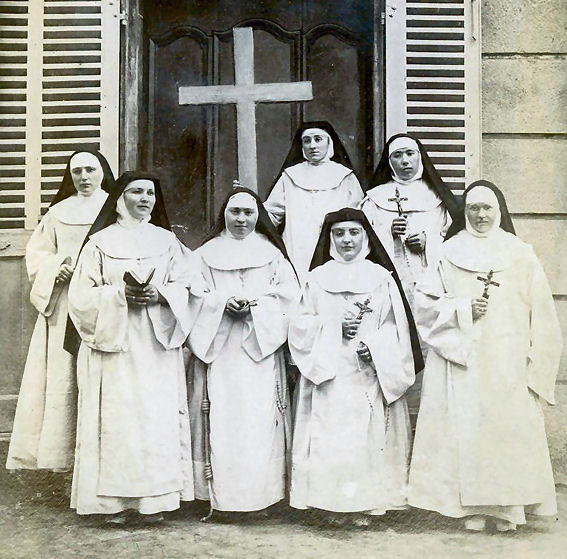
Nederlandse zusters franciscanessen in 1899 in Tianjin

Tijdens de periode van 1860-1911 hebben ongeveer honderd Nederlandse missionarissen en missiezusters in China gewerkt.
- De meeste daarvan waren verbonden aan de Belgische congregatie van het Onbevlekt Hart van Maria, ook wel de Scheutisten genoemd. Vijfenveertig Nederlandse missionarissen verbonden aan deze congregatie zijn in de periode in China werkzaam geweest. Onder hen was de apostolisch vicaris Ferdinand Hamer, die tijdens de Bokseropstand werd vermoord. Omstreeks 1864 werd het gebied van de huidige Chinese provincie Binnen-Mongolië het werkterrein van de congregatie. In dat gebied hebben achttien Nederlandse missionarissen gewerkt.

Het beleid van de congregatie was gebaseerd op het voorbeeld van de jezuïeten tijdens hun activiteiten in de zeventiende en begin achttiende eeuw in Paraguay. De congregatie verwierf zeggenschap over landbouwgronden en gaf die ter bewerking uit aan straatarme boerengezinnen, die zich in ruil daarvoor dienden te bekeren. Er werden landbouwgemeenschappen gesticht met versterkte plaatsen en eigen bedrijven. De uitwerking van die methode was ook in de congregatie niet onomstreden. Paul-Piet Hendriks was een Nederlandse missionaris in China die zich daartegen keerde. In 1878 werd het het missiegebied uitgebreid met de provincies Gansu, Qinghai en Sinkiang.
- Vanaf 1880 was de Nederlandse provincie van de franciscanen verantwoordelijk voor de missie in het zuiden van Shanxi. Aan het eind van de negentiende eeuw werkten er daar twintig Nederlandse priester-missionarissen.
- Vanaf 1899 hadden Nederlandse lazaristen de verantwoordelijkheid voor een missiegebied in en rondom Tangshan in de provincie Hebei. In totaal hebben tot 1950 83 Nederlandse lazaristen in China gewerkt.
- Er waren daarnaast een aantal vrouwelijke congregaties met Nederlandse missiezusters tijdens deze periode in China actief. Het betreft de Missiezusters Dienaressen van de Heilige Geest, Dienaressen van de Heilige Geest van de Altijddurende Aanbidding, Zusters van Liefde van Jezus en Maria, Moeder van Goede Bijstand en de Kleine Zusters van de Heilige Joseph. Zij zorgden voor zieken en armen, vrouwen en kinderen, legden huisbezoeken af en werkten in scholen, weeshuizen en internaten. Bovendien leidden zij Chinese zusters op.